# سیارک ۴۹۹۸۷
سیارک ۴۹۹۸۷ (به انگلیسی: 49987 Bonata، نامگذاری:2000AB5) چهل و نه هزار و نهصد و هشتاد و هفتمین سیارک کشف شده‌است که در ۳ ژانویه ۲۰۰۰ کشف شد.